# Silent Spring
Silent Spring (Nederlandse titel: Dode Lente / Verstild Voorjaar) is een boek over milieuproblematiek geschreven door de Amerikaanse bioloog Rachel Carson. Het boek werd gepubliceerd in 1962 en behandelt de nadelige milieueffecten veroorzaakt door het willekeurige gebruik van pesticiden. Carson beschuldigde de chemische industrie van het verspreiden van desinformatie en ambtenaren van het klakkeloos accepteren van de marketingclaims van de industrie.
Het boek bracht de milieuproblemen veroorzaakt door pesticiden onder de aandacht van het Amerikaanse publiek. Ondanks verzet vanuit de chemische industrie gaf Silent Spring de aanzet tot verandering in het beleid inzake pesticiden en wordt de aanklacht wel gezien als het begin van de milieubeweging.
In 1963 verscheen een eerste Nederlandse vertaling door Adelaide H. van Loon onder de titel Dode Lente. Eind 2022 verscheen een nieuwe vertaling door Nico Groen met de titel Verstild Voorjaar. 
In 2006 werd Silent Spring door het tijdschrift Discover uitgeroepen tot een van de 25 belangrijkste wetenschappelijke boeken aller tijden.
In 2021 werd verwezen naar het boek toen onderzoek van het geluidslandschap in Europa en Noord-Amerika op basis van de geluidsdatabase Xeno-canto uitwees dat de 'ochtendkoren' van zangvogels sedert het begin van de 21e eeuw beduidend waren afgenomen.